# Marlene Zuk

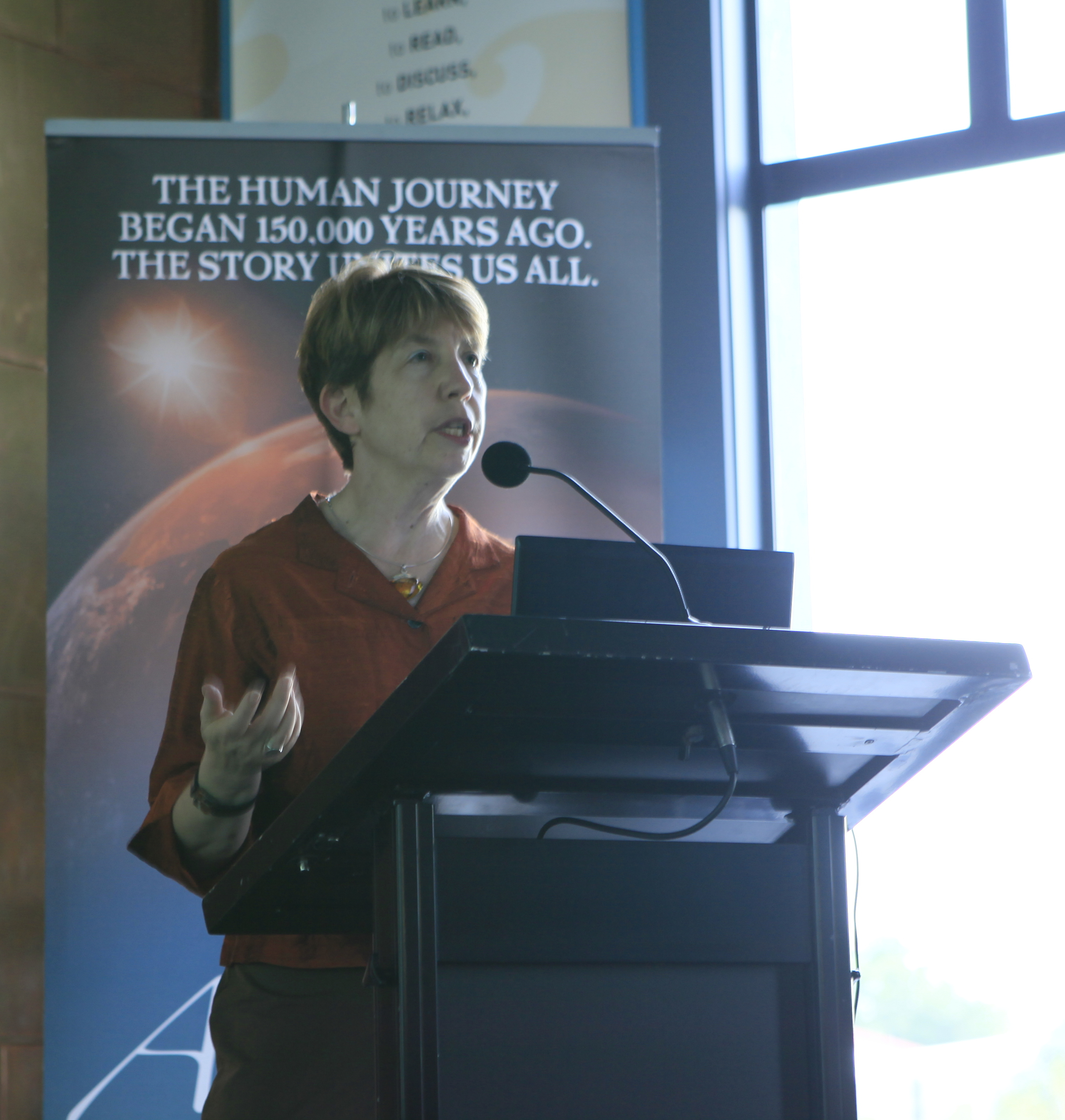
Marlene Zuk, 2014

Marlene Zuk (* 20. Mai 1956 in Philadelphia) ist eine US-amerikanische Evolutionsbiologin und Expertin auf dem Gebiet der Verhaltensökologie. Sie ist seit 2012 Professorin für Ökologie, Evolution und Verhalten an der University of Minnesota. Gemeinsam mit dem britischen Soziobiologen William D. Hamilton formulierte sie aufgrund ihrer Untersuchungen zum Paarungsverhalten von Insekten die so genannte Hamilton-Zuk-Hypothese (auch: „Parasiten-Hypothese“), der zufolge sexuell aktive Weibchen ihren Sexualpartner insbesondere anhand von Merkmalen auswählen, die vererbbar sind und dem Nachwuchs Schutz vor Parasiten gewähren.

## Leben
Nach ihrem Studium an der University of California, Santa Barbara erwarb Marlene Zuk 1986 den Doktorgrad an der University of Michigan mit einer Studie über Sexual selection, mate choice and gregarine parasite levels in the field crickets Gryllus veletis and G. pennsylvanicus. Bevor sie an die University of Minnesota wechselte forschte sie bereits ab 1989, zuletzt als Professorin, an der University of California, Riverside.
2017 wurde Zuk in die American Academy of Arts and Sciences gewählt, 2019 in die National Academy of Sciences. Für 2022 wurde ihr der BBVA Foundation Frontiers of Knowledge Award zugesprochen.
Marlene Zuk ist verheiratet mit John T. Rotenberry, der ebenfalls als Professor für Evolutionsbiologie an der University of Minnesota tätig ist.

## Forschung an Grillen
In Fachkreisen wurde Marlene Zuk international bekannt aufgrund ihrer Studien zur akustischen Orientierung von Grillen, insbesondere der Art Teleogryllus oceanicus. Teleogryllus oceanicus ist in Australien und auf vielen Inseln des Pazifiks – wie Tahiti, Samoa und den Marquesas – heimisch. Auf den Inseln der Inselkette Hawaii ist die Art vor mindestens 150 Jahren eingeschleppt worden und hat sich dort ebenfalls etabliert. Zum typischen Verhaltensrepertoire auch dieser Grillen-Art gehört, dass die paarungsbereiten Weibchen vor allem nachts von zirpenden Männchen angelockt werden. Auf den Hawaii-Inseln wurde jedoch auch die nachtaktive, aus den USA stammende Raupenfliege Ormia ochracea eingeschleppt, die – von den Lockrufen der männlichen Grillen angelockt – ihre Eier auf den Männchen ablegt; die daraus schlüpfenden Larven der Raupenfliege bohren sich später in den Körper der Grillen und fressen diesen von innen her auf. Zuk wies Anfang der 1990er-Jahre nach, dass dieser Parasitismus einen merklichen Selektionsdruck auf die Grillen-Population ausübt: Die auf Hawaii lebenden Männchen zirpten beispielsweise leiser als die Männchen zweier Vergleichsgruppen aus Moorea (Französisch-Polynesien) und Australien. 1998 wies Zuk nach, dass sich die Lockrufe von parasitierten und nicht-parasitierten Männchen auch innerhalb einer Grillen-Population unterscheiden: Auf der Hawaii-Insel Kauaʻi zirpten nicht-parasitierte Männchen beispielsweise deutlich kürzer und mit längeren Pausen als parasitierte Männchen. In den folgenden Jahren waren auf Kauaʻi nachts immer weniger Lockrufe von Teleogryllus oceanicus zu hören und ab 2001 so gut wie keine mehr – Ursache hierfür war jedoch nicht, dass die Grillen-Art durch die parasitischen Fliegen an den Rand des Aussterbens gebracht worden war. Vielmehr besteht deren Population spätestens seit dem Jahr 2003 zu mehr als 90 Prozent aus Männchen mit verkümmerten Flügeln, sodass sie nicht mehr zur Stridulation befähigt sind. Den Analysen zufolge hatte sich innerhalb von nur rund fünf Jahren eine bestimmte Mutation in der Population durchgesetzt, das heißt – bei drei bis vier Generationen pro Jahr – innerhalb von maximal 20 Generationen. Den Beobachtungen von Zuk und ihrer Arbeitsgruppe zufolge haben stille Männchen trotz dieses Handicaps eine Chance auf Paarung so lange sie sich in der Nähe von zirpenden Männchen aufhalten.
Diese Studien von Marlene Zuk gelten heute als Beleg für „schnelle Evolution“, das heißt für eine Änderung der Allelfrequenz in einer Population binnen weniger Generationen. Zugleich waren bereits frühe Beobachtungen des Zusammenwirkens von Wirt und Parasit Anlass für die Formulierung der Hamilton-Zuk-Hypothese zur sexuellen Selektion durch „Weibchenwahl“ („female choice“).

## Publikationen (Auswahl)
Bücher
- Sexual Selections: What We Can and Can’t Learn about Sex from Animals. University of California Press, 2002, ISBN 978-0-520-21974-8
  - Was wäre das Leben ohne Parasiten? Warum wir Krankheiten brauchen. Spektrum Akademischer Verlag, 2008, ISBN 978-3-827-41978-1
- Riddled with Life: Friendly Worms, Ladybug Sex, and the Parasites That Make Us Who We Are. Harcourt, 2007, ISBN 978-0-151-01225-1
- Sex on Six Legs: Lessons on Life, Love, and Language from the Insect World. Houghton Mifflin Harcourt, 2011, ISBN 978-0-151-01373-9
- Paleofantasy. What evolution really tells us about sex, diet, and how we live. W.W. Norton & Company, New York und London 2014, ISBN 978-0-393-08137-4
- mit Leigh W Simmons: Sexual Selection: A Very Short Introduction. Oxford University Press, Nachdruck 2018, ISBN 978-0-198-77875-2

Fachartikel
- mit Nathan W. Bailey: Same-sex sexual behavior and evolution. In: Trends in Ecology and Evolution. Band 24, 2009, S. 439–446, doi:10.1016/j.tree.2009.03.014
- Same-Sex Insects: What do bees – or at least flies – have to tell us about homosexuality? In: Natural History. Band 119, Nr. 10, 2011, S. 22–29,
- mit Francisco Garcia-Gonzalez, Marie Elisabeth Herberstein und Leigh W. Simmons: Model Systems, Taxonomic Bias, and Sexual Selection: Beyond Drosophila. In: Annual Review of Entomology. Band 59, 2014, S. 321–338, doi:10.1146/annurev-ento-011613-162014
- mit Teri J. Orr: Reproductive delays in mammals: an unexplored avenue for post‐copulatory sexual selection. In: Biological Reviews. Band 89, Nr. 4, 2014, S. 889–912, doi:10.1111/brv.12085
- mit BrianGray, Nathan W. Bailey und Michelle Poon: Multimodal signal compensation: do field crickets shift sexual signal modality after the loss of acoustic communication? In: Animal Behaviour. Band 93, 2014, S. 243–248, doi: 10.1016/j.anbehav.2014.04.033
- mit Susan L. Balenger: Behavioral ecology and genomics: new directions, or just a more detailed map? In: Behavioral Ecology. Band 25, Nr. 6, 2014, S. 1277–1282, doi:10.1093/beheco/aru172
- mit Susan L. Balenger: Roaming Romeos: male crickets evolving in silence show increased locomotor behaviours. In: Animal Behaviour. Band 101, 2015, S. 213–219, doi:10.1016/j.anbehav.2014.12.023

## Belege
1. ↑  Marlene Zuk’s Lab an der University of Minnesota
2. ↑  William D. Hamilton und Marlene Zuk: Heritable true fitness and bright birds: a role for parasites? In: Science. Band 218, Nr. 4570, 1982, S. 384–387, doi:10.1126/science.7123238.
3. ↑  Kurzfassung der Dissertation
4. ↑  Disease Can Be Our Ally, Not Just Our Enemy, Says New Book by UCR Evolutionary Biologist. (Memento vom 6. Juni 2014 im Internet Archive) Erschienen auf ucr.edu am 5. April 2007.
5. ↑  Marlene Zuk’s Lab an der University of California, Riverside.
6. ↑  Book of Members 1780–present, Chapter Z. (PDF; 41 kB) In: amacad.org. American Academy of Arts and Sciences, abgerufen am 12. Juli 2018 (englisch).
7. 1 2  Nathan W. Bailey und Marlene Zuk: Acoustic experience shapes female mate choice in field crickets. In: Proceedings of the Royal Society B. Online-Publikation vom 22. November 2008, doi:10.1098/rspb.2008.0859.
8. 1 2  Marlene Zuk: Paleofantasy. What evolution really tells us about sex, diet, and how we live. W.W. Norton & Company, New York und London 2014, S. 67–72, ISBN 978-0-393-08137-4.
9. ↑  Marlene Zuk, Leigh W. Simmons und Luanne Cupp: Calling characteristics of parasitized and unparasitized populations of the field cricket Teleogryllus oceanicus. In: Behavioral Ecology and Sociobiology. Band 33, Nr. 5, 1993, S. 339–343, doi:10.1007/BF00172933.
10. ↑   Marlene Zuk, Leigh W. Simmons und John T. Rotenberry: Acoustically‐orienting parasitoids in calling and silent males of the field cricket Teleogryllus oceanicus. In: Ecological Entomology. Band 20, Nr. 4, 1995, S. 380–383, doi:10.1111/j.1365-2311.1995.tb00471.x.
11. ↑  Marlene Zuk, John T. Rotenberry und Leigh W. Simmons: Calling Songs of Field Crickets (Teleogryllus oceanicus) With and Without Phonotactic Parasitoid Infection. In: Evolution. Band 52, Nr. 1, 1998, S. 166–171, doi:10.2307/2410931.
12. ↑  Marlene Zuk, John T. Rotenberry und Leigh W. Simmons: Geographical variation in calling song of the Field cricket Teleogryllus oceanicus: the importance of spatial scale. In: Journal of Evolutionary Biology. Band 14, Nr. 5, 2001, S. 731–741, doi:10.1046/j.1420-9101.2001.00329.x.
13. ↑  Marlene Zuk, John T. Rotenberry und Robin M. Tinghitella: Silent night: adaptive disappearance of a sexual signal in a parasitized population of field crickets. In: Biology Letters. Online-Publikation vom 22. Dezember 2006, doi:10.1098/rsbl.2006.0539.
14. ↑  Flying sex pest silences the crickets. Auf: newscientist.com vom 21. September 2006.
15. ↑  Susan L. Balenger und Marlene Zuk: Testing the Hamilton-Zuk Hypothesis: Past, Present, and Future. In: Integrative and Comparative Biology. Band 54, Nr. 4, 2014, S. 601–613, doi:10.1093/icb/icu059.
16. ↑  Adrianna Smyth: The Hamilton-Zuk Hypothesis: Finding its Rightful Place Among Models of the Evolution of Female Mate Preferences. Auf: ib.berkeley.edu, 20. November 1995.

| Personendaten    | Personendaten                                              |
| ---------------- | ---------------------------------------------------------- |
| NAME             | Zuk, Marlene                                               |
| KURZBESCHREIBUNG | US-amerikanische Evolutionsbiologin und Verhaltensökologin |
| GEBURTSDATUM     | 20. Mai 1956                                               |
| GEBURTSORT       | Philadelphia, Vereinigte Staaten                           |